# Zisterzienserinnenkloster Calatravas (Burgos)
Das Zisterzienserinnenkloster Calatravas ist seit 1219 ein Kloster der Zisterzienserinnen zuerst bei Amaya, ab 1568 in Burgos und seit 1980 in San Cristóbal, einem Vorort von Burgos, in Spanien.

## Geschichte
Der zisterziensische Orden von Calatrava gründete 1219 bei Amaya (heute: Barrio de San Felices, Gemeinde Sotresgudo), 45 Kilometer nordwestlich Burgos, für die weiblichen Familienmitglieder das Kloster San Felices de Amaya („Sankt Felix“) oder de Barrios. 1568 wechselte der Konvent in die Stadt Burgos und 1980 in den nordöstlichen Vorort San Cristóbal. Er gehört zur Zisterzienserinnenkongregation San Bernardo (C.C.S.B.). In Barrio de San Felices steht noch ein Nachfolgebau am Ort. In Burgos erinnert der Straßenname Calle Calatravas an das einstige Kloster. In San Cristóbal steht das Kloster Monasterio San Felices de Calatrava (auch: Convento de las Madres Calatravas) in der Straße Barrio San Cristóbal 16.